# Deutscher Krieg
Custozza – Hühnerwasser – Podol – Nachod – Trautenau – Langensalza – Skalitz – Münchengrätz – Gitschin – Königinhof – Schweinschädel – Königgrätz – Dermbach – Kissingen – Mainfeldzug – Frohnhofen – Aschaffenburg – Lissa – Bezzecca – Blumenau – Hundheim – Tauberbischofsheim – Werbach – Helmstadt – Gerchsheim – Uettingen/Roßbrunn
Der Deutsche Krieg oder Deutsche Bruderkrieg, auch Deutsch-Deutscher Krieg oder Preußisch-Österreichischer Krieg, von 1866 war die kriegerische Auseinandersetzung zwischen dem Deutschen Bund unter Führung Österreichs einerseits und Preußen sowie dessen Verbündeten andererseits. Zu diesen Verbündeten Preußens gehörte außer kleineren deutschen Staaten auch Italien. Österreich hatte zudem einen Geheimvertrag mit Frankreich abgeschlossen, welches neutral blieb.
Den Konflikt bezeichnete man später als den zweiten deutschen Einigungskrieg. Der vorhergegangene Krieg, der Deutsch-Dänische von 1864, schuf mit der preußisch-österreichischen Eroberung der Herzogtümer Schleswig und Holstein einen der Gründe für den Deutschen Krieg. Der dritte dieser Kriege war der Deutsch-Französische Krieg von 1870/71.
Eigentliche Ursache für den Deutschen Krieg war die Rivalität von Österreich und Preußen im Deutschen Bund. Österreich galt als die Präsidialmacht, wollte seine Stellung bewahren und den Deutschen Bund im Wesentlichen erhalten. Preußen hingegen drang darauf, den Deutschen Bund in einen Bundesstaat umzuwandeln. Dieses Ziel stellte der preußische Ministerpräsident Bismarck in einem Plan an die Mitgliedsstaaten am 10. Juni 1866 vor.
Kurz darauf marschierten preußische Truppen in Holstein ein. Dieses Herzogtum wurde von Österreich verwaltet. Der Bundesbeschluss vom 14. Juni 1866 ordnete Maßnahmen gegen Preußen an. Unmittelbar danach begann der Krieg. Während des Krieges gelang es Österreich nicht, die Armeen der bundestreuen Staaten unter einem gemeinsamen Oberbefehl zu vereinen. Die bedeutenden Armeen von Bayern und Hannover beschützten stattdessen die eigenen Gebiete. Österreichs Truppen wurden am 3. Juli bei Königgrätz von Preußen geschlagen.
Preußen verzichtete auf maximale Ziele und strebte einen frühen Frieden mit Österreich an. Im Nikolsburger Vorfrieden erkannte Österreich bereits an, dass Preußen in Norddeutschland einen engeren Bund bilden durfte. Es folgten der Prager Frieden mit Österreich und die Friedensschlüsse mit süddeutschen Ländern. Sie kamen fast völlig ohne Gebietsverluste davon. Stattdessen annektierte Preußen mehrere Kriegsgegner im nördlichen Deutschland und die Freie Stadt Frankfurt.
Aus preußischer Sicht hatte der Deutsche Bund schon am 14. Juni aufgehört zu bestehen, da der damalige Beschluss rechtswidrig gewesen sei. Die besiegten Staaten mussten nun anerkennen, dass der Deutsche Bund aufgelöst war. Preußen bildete mit seinen Verbündeten und den ehemaligen Kriegsgegnern im Norden das Augustbündnis vom 18. August. Es ersetzte den Staaten den militärischen Schutz des Deutschen Bundes und bereitete die Gründung eines norddeutschen Bundesstaates vor. Dies geschah mit der Bundesverfassung vom 1. Juli 1867. Dieser Norddeutsche Bund war die Vorstufe des Deutschen Reiches von 1871. Der Deutsche Krieg öffnete also die Entwicklung hin zum deutschen Bundesstaat und zwar als kleindeutsche Lösung, also einer nationalen Einigung Deutschlands ohne Österreich.

## Bezeichnung
Ursprünglich wurde der Deutsche Krieg als Preußisch-Deutscher Krieg bezeichnet, womit die Hauptparteien des Konflikts – Preußen gegen den Deutschen Bund – wiedergegeben wurden. Heute ist der Ausdruck Deutscher Krieg die gängigste Bezeichnung in der Geschichtswissenschaft, außerhalb Deutschlands auch Preußisch-Österreichischer Krieg (in Österreich) benannt. Weitere historische oder alternative Bezeichnungen sind Einigungskrieg, Siebenwöchiger Krieg, Deutsch-Deutscher Krieg, Deutscher Bundeskrieg, Deutscher Bruderkrieg und Deutsch-Österreichischer Krieg.
Trotz der Beteiligung des Deutschen Bundes behauptete keine Seite, es handele sich um einen „Bundeskrieg“. Das wäre ein Krieg des Bundes gegen einen fremden Angreifer gewesen, der nicht Mitglied des Deutschen Bundes war. Vielmehr war aus österreichischer Sicht die Auseinandersetzung eine Bundesexekution, nicht dem Namen, aber der Sache nach. Eine Bundesexekution ist eine Maßnahme gegen einen Gliedstaat (hier: Preußen), der gegen Bundesrecht verstößt. Aus preußischer Sicht hingegen war der Bundesbeschluss vom 14. Juni widerrechtlich und der Bund dadurch aufgelöst. Dieser Interpretation folgend war die Auseinandersetzung nach völkerrechtlichen Maßstäben wie ein internationaler Konflikt zu bewerten. Wenn heute die Auseinandersetzung als „Krieg“ bezeichnet wird, dann liege das daran, dass Preußen seine Auffassung in den Friedensverträgen durchsetzen konnte, so Ernst Rudolf Huber.
An dem Ausdruck „deutsch“ im Begriff Deutscher Krieg lässt sich beanstanden, dass nicht nur Deutsche und auch nicht nur deutsche Staaten daran beteiligt waren. Das Bundesgebiet war nicht mit den Gebieten deckungsgleich, in denen ausschließlich oder überwiegend Deutsche lebten. Außerdem war Italien, das aufgrund des Preußisch-Italienischen Allianzvertrags mit Preußen verbündet war, an den Kriegshandlungen beteiligt. Sie machten aus italienischer Sicht den Dritten Italienischen Unabhängigkeitskrieg aus.

## Vorgeschichte
Die Ursachen für den Krieg lagen in der österreichisch-preußischen Auseinandersetzung um die Führungsrolle im Deutschen Bund (Deutscher Dualismus). Bereits in der Herbstkrise 1850 wäre es beinahe zu einem Krieg zwischen den beiden Hauptmächten im Bund gekommen. Vor dem Hintergrund der führenden Rolle Preußens im Deutschen Zollverein unter Ausschluss Österreichs, der wirtschaftlichen Prosperität, aber auch der in reaktionären Kreisen geschätzten preußischen Militärtradition boten sich Anreize, die endgültige Entscheidung der Machtfrage zu suchen. Vorwand des Krieges 1866 war der Streit um die Verwaltung der Herzogtümer Schleswig und Holstein nach dem Ende des Deutsch-Dänischen Krieges.
Die Aussichten auf einen Sieg standen 1866 zudem für Preußen günstig, denn Österreich befand sich in einer schweren Finanzkrise und hatte seit seiner am Petersburger Zarenhof als undankbar empfundenen Haltung im Krimkrieg ein schwieriges Verhältnis zu Russland. Dies ließ trotz der familiären Beziehungen des Zarenhauses zu den pro-österreichischen Dynastien in Darmstadt und Stuttgart eine militärische Hilfeleistung unwahrscheinlich werden. Zudem bestanden Verstimmungen über das Ende der innerdeutschen Stabilität. Die Alvenslebensche Konvention von 1863 hatte Preußen bereits das Vertrauen des Zaren Alexander II. eingebracht, während Österreich Russlands gewaltsame Unterdrückung der Polen kritisiert hatte. St. Petersburg war zudem wegen innerer Probleme gebunden und nahm vor Kriegsausbruch nur mit erfolglosen Deeskalationsversuchen Einfluss auf das Geschehen.
Großbritanniens Interessen berührte der drohende Krieg wenig. London setzte sich mit mäßigem Engagement für eine Friedensinitiative der nichtdeutschen Großmächte ein, jedoch gelang es Berlin, das in Bezug auf seine Deutschlandpolitik viel aktivere Frankreich zum Ausscheren zu bewegen. Der preußische Ministerpräsident Otto von Bismarck hatte die Pariser Bemühungen um eine Veränderung des territorialen Status quo für seine Zwecke genutzt. Er hatte den französischen Kaiser Napoléon III. in Biarritz (3. September 1865) getroffen und ihm Hoffnungen gemacht, Frankreich könne Gebiete wie Wallonien oder Luxemburg erwerben. Bismarck machte sich aber nicht vom Kaiser abhängig, da er die Option einer Verhandlungslösung mit Österreich vorerst bewahrte. So gewährte Paris die Neutralität zu Bismarcks Bedingungen und musste sich später (vergeblich) selbst um Grenzverschiebungen kümmern, während Berlin nicht zu aktiver Förderung verpflichtet sein sollte.
Bismarck konnte außerdem das mit Frankreich freundschaftlich verbundene Italien für seine Pläne gewinnen, da dieses Venetien beanspruchte, das zu Österreich gehörte. Ein auf Druck Frankreichs unterbreitetes Angebot Österreichs, dieses Gebiet freiwillig abzutreten, kam zu spät: Am 8. April 1866 hatten Preußen und Italien bereits ein auf drei Monate befristetes geheimes Angriffsbündnis gegen Österreich geschlossen, durch das Preußen gegen Artikel XI (und die allgemein gehaltenen Art. III in Verbindung mit Art. II) der Deutschen Bundesakte verstieß. Österreich wiederum schloss am 12. Juni 1866 einen Geheimvertrag mit Frankreich und stellte ihm eine französisch dominierte Rheinprovinz in Aussicht.
Mit dem Plan einer Bundesreform vom 10. Juni 1866, die den Gesandtenkongress unter österreichischem Vorsitz durch ein gewähltes Parlament ersetzen sollte, zielte die preußische Regierung propagandistisch auf die Gewinnung der Nationalbewegung. Der Preußische Verfassungskonflikt belastete das Verhältnis zum preußenfreundlichen, evangelisch dominierten Deutschen Nationalverein jedoch schwer.
Um die Streitigkeiten auf bundesrechtlicher Basis auszutragen und mehr Rückhalt unter den Bundesstaaten zu erhalten, wandte sich Österreich am 1. Juni 1866 an den Bundestag des Deutschen Bundes und stellte ihm im Einklang mit der Bevölkerung die Entscheidung über die Zukunft Holsteins anheim. Das Herzogtum stand zwar unter österreichischer Verwaltung, Österreich duldete aber zum Verdruss Preußens die Nebenregierung des Herzogs Friedrich VIII. von Schleswig-Holstein und entschloss sich in Übereinstimmung mit ihm zur Einberufung der holsteinischen Ständeversammlung. Preußen betrachtete dieses Vorgehen als Bruch der Gasteiner Konvention, in der Preußen und Österreich 1865 ihre Einflusssphären im sogenannten Kondominium (gemeinsame Territorialherrschaft) Schleswig-Holstein aufgeteilt und ihre Politik festgelegt hatten.
Am 9. Juni marschierten preußische Truppen in Holstein ein, worauf Österreich die Mobilisierung von Bundestruppen zwecks einer Bundesexekution wegen verbotener Selbsthilfe Preußens beim Bundestag beantragte. Ob Preußen wirklich militärisch zur Einhaltung der Bundesverpflichtungen gezwungen werden sollte, blieb offen. Am 14. Juni stimmte der Bundestag dem Antrag mehrheitlich zu und ernannte bald darauf Karl von Bayern zum Bundesfeldherrn. Preußen behauptete, dies sei ein Bruch der Bundesverfassung, und erklärte den Bund für aufgelöst. Die formelle Selbstauflösung folgte nach der Niederlage parallel zum Prager Frieden am 23. August 1866 in Augsburg.

## Bündnisse

Bündnisse des Krieges
Preußen
Preußische Verbündete
Österreich
Österreichische Verbündete
Neutrale Staaten des Deutschen Bundes
Umstrittene Gebiete (Schleswig-Holstein).

Übersicht über die Staaten des Deutschen Bundes

### Preußens Verbündete
Preußens größter Verbündeter war Italien. Hinzu kamen eine Reihe norddeutscher, meist kleinerer Staaten, die sich Preußen oft nur widerwillig anschlossen:
- die Großherzogtümer Oldenburg und Mecklenburg-Schwerin sowie die Freien Hansestädte Hamburg, Bremen und Lübeck, die gemeinsam die 13. Division Goeben stellten,
- das Herzogtum Braunschweig und das Herzogtum Sachsen-Altenburg, deren Truppen in den Reservearmeekorps kämpften,
- das Herzogtum Anhalt, das ebenfalls Reservetruppen stellte, die aber nicht an den Kämpfen teilnahmen,
- das Herzogtum Sachsen-Coburg und Gotha und das Fürstentum Lippe, deren Soldaten am Mainfeldzug beteiligt waren,
- das Fürstentum Waldeck-Pyrmont, das über keine eigenen Truppen verfügte, sowie
- das Großherzogtum Mecklenburg-Strelitz, das infolge einer verzögerten Mobilmachung ebenfalls keine Truppen stellte.

Im Laufe des Krieges stellten sich auch einige anfangs neutrale Staaten auf Preußens Seite: bereits am 16. Juni 1866 änderte das Fürstentum Schaumburg-Lippe seine Position, gefolgt am 26. Juni 1866 vom Fürstentum Reuß jüngere Linie und am 5. Juli vom Großherzogtum Sachsen-Weimar-Eisenach. Die Fürstentümer Schwarzburg-Rudolstadt und das Schwarzburg-Sondershausen schlossen erst nach dem Ende der Kampfhandlungen, am 18. August, ein Bündnis mit Preußen. 
Nominell war auch das Herzogtum Sachsen-Lauenburg auf Seiten Preußens, dieses wurde von Preußen in Personalunion regiert.

### Deutscher Bund
Dem von Österreich geführten Deutschen Bund gehörten neben diesem die Königreiche Sachsen, Bayern und Hannover (schied am 29. Juni 1866 aus) mit ihren eigenen Armeen an. 
Das Königreich Württemberg, das Großherzogtum Hessen, das Großherzogtum Baden, das Herzogtum Sachsen-Meiningen, das Kurfürstentum Hessen, das Herzogtum Nassau und die Freie Stadt Frankfurt bildeten aus ihren Truppen das Bundeskorps.
Ebenfalls zum Deutschen Bund treu stand Reuß älterer Linie.
Das Fürstentum Liechtenstein unterstützte mit seinem Truppenkontingent ohne Feindberührung die österreichische Armee gegen Italien. Ohne dass es mit Preußen zu einer Regelung kam, schied es 1866 mit Ende des Bundes wegen seiner geographischen Lage aus Deutschland aus, war aber nachher eng an Österreich gebunden.

### Neutrale Staaten / Gebiete im Deutschen Bund
Das Großherzogtum Luxemburg, das wie das seit 1839 bundesangehörige Herzogtum Limburg vom niederländischen König regiert wurde, der kein Interesse an riskanter Parteilichkeit hatte, blieb neutral. Nach dem Krieg gehörte das durch seinen Provinzstatus relativ unbedeutende Limburg nur noch zu den Niederlanden. Die Londoner Konferenz erklärte 1867 Luxemburg für souverän und immerwährend neutral. Luxemburg blieb im Deutschen Zollverein.

## Verlauf
Am 11. Mai 1866 unterschrieb Ludwig II. den Mobilmachungsbefehl. König Ludwig II. von Bayern wollte in dem sich anbahnenden Krieg zwischen Preußen und Österreich um die Führung in Deutschland neutral bleiben und sein Land aus dem direkten Kriegsgeschehen heraushalten. Österreich bestand aber auf der Einhaltung der im Deutschen Bund vereinbarten Bündnispflichten. Bayern und sein König lavierten zunächst zwischen Neutralitätswunsch und Bündnispflicht, sodass Bayern als Mitglied des Deutschen Bundes auf Seiten Österreichs in den Deutschen Krieg zwischen Österreich und Preußen eintrat. Gleichzeitig wurde Österreich aber auf preußischen Druck die Nutzung der strategisch wichtigen Bahnstrecke Regensburg–Pilsen–Prag verweigert.
Nach kampflosem Einmarsch preußischer Verbände in das Königreich Sachsen rückte die preußische 1. Armee unter Prinz Friedrich Karl am 23. Juni über Seidenberg und Zittau, die Elbarmee unter General Herwarth von Bittenfeld über Waltersdorf und Schluckenau in das habsburgische Königreich Böhmen ein. Am 25. Juni fand ein Gefecht bei Liebenau statt. Am 26. Juni kam es zu ersten größeren Gefechten bei Hühnerwasser (Kuřívody), Sichrow, Turnau (Turnov) und der Schlacht bei Podol zwischen verschiedenen Verbänden der preußischen 1. Armee und der Elbarmee auf der einen und dem I. Österreichischen sowie dem Sächsischen Korps auf der anderen Seite. Tags darauf überschritt die preußische 2. Armee unter Kronprinz Friedrich Wilhelm über mehrere Pässe das Riesengebirge, wobei es zu den Gefechten bei Nachod und bei Trautenau kam. Das letztere Treffen war das einzige des gesamten Krieges, das die österreichischen Truppen gewannen. Am 28. Juni wurden die Österreicher in der Schlacht bei Skalitz und bei Soor sowie der Schlacht bei Münchengrätz besiegt.

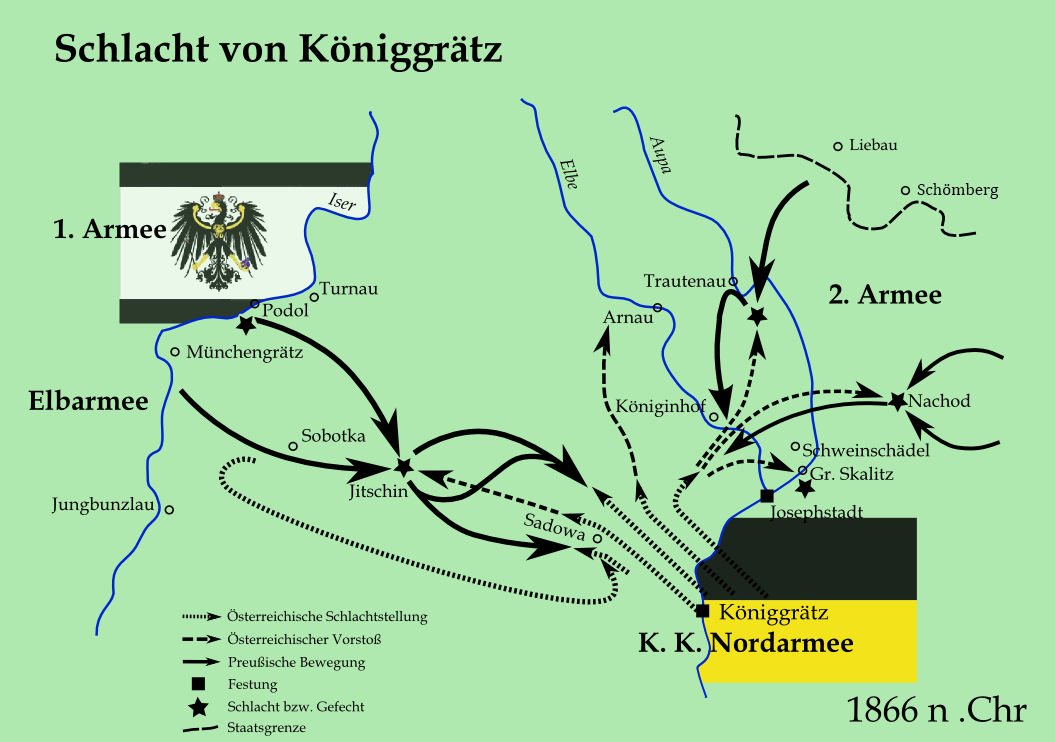
Die Anmarschrichtungen der Preußen auf Königgrätz

Schließlich fand am 29. Juni die Schlacht bei Gitschin zwischen der preußischen 1. Armee und dem zurückgezogenen österreichischen I. sowie dem Sächsischen Korps statt, im Osten kam es zu den Gefechten von Königinhof und Schweinschädel (Svinišťany). Nach diesen letztgenannten Begegnungen verloren beide Armeen die Fühlung zueinander, erst am 2. Juli wurde die Aufstellung der Österreicher und Sachsen nordwestlich von Königgrätz aufgeklärt.
Preußische Truppen aus Minden und Hamburg (in der Stadtrepublik waren sie regulär stationiert) wurden von der Armee des Königreichs Hannover am 27. Juni 1866 bei Langensalza geschlagen. Die Hannoveraner mussten aber wegen ihrer hohen Verluste, des fehlenden Nachschubs und der mittlerweile großen zahlenmäßigen Überlegenheit der Preußen am 29. Juni 1866 kapitulieren. Die preußischen Verbündeten griffen Kassel und Frankfurt am Main an, während der rechte Flügel der preußischen Mainarmee überraschend vor den Toren Nürnbergs auftauchte.
Im Süden hatte Österreich inzwischen am 24. Juni 1866 die italienische Armee unter General Alfonso La Marmora bei Custozza geschlagen. Die österreichische Adriaflotte unter Wilhelm von Tegetthoff siegte bei der Insel Lissa (Vis) am 20. Juli über die überlegene italienische Flotte. Es war wohl eine der letzten Marineschlachten, die durch die Rammtaktik gewonnen wurde. Die Notwendigkeit aber, die Truppen auf zwei Fronten zu verteilen, war neben der im Vergleich zu Preußen rückständigen Waffentechnik einer der Hauptgründe für die letztendliche Niederlage Österreichs – und damit formal des Deutschen Bundes. Preußen hatte die 4-Pfünder-Feldkanone C/64. Diese war deutlich leichter und mobiler als die Sechspfünder (C/61 und deren Nachfolgerin C/64), konnte bis zu 10 Schuss pro Minute abfeuern, hatte eine große Höchstschussweite (Granate) von 3450 m und eine gute Treffgenauigkeit.
Die Entscheidung fiel schließlich am 3. Juli 1866 in der Schlacht bei Königgrätz: Die vereinigten preußischen Armeen gewannen bei Königgrätz in Böhmen unter der persönlichen Führung König Wilhelms von Preußen gegen Österreich. Preußischer Generalstabschef war Helmuth Graf von Moltke, der geistige Vater des gesamten preußischen Aufmarsches (siehe auch Strategische Bahn). Auf österreichischer Seite ruhten die Hoffnungen zum Großteil auf dem als militärisches Genie geltenden Oberbefehlshaber Ludwig von Benedek, denn Preußen war in dieser Schlacht Österreich zahlenmäßig leicht (221.000 zu 215.000) und auch technisch überlegen. Benedek hatte zuvor versucht, das Amt des Oberbefehlshabers der Nordarmee abzulehnen, da er auf dem böhmischen Schauplatz keinerlei Erfahrung hatte und sich die Nordarmee in einem äußerst desolaten Zustand befand, was die Schlacht auch mitentschied. Nach der Schlacht bei Königgrätz wurde er seines Amtes enthoben und vor ein Kriegsgericht gestellt. Das Verfahren wurde auf kaiserlichen Druck eingestellt und Benedek wurde befohlen, bis an sein Lebensende über die Schlacht zu schweigen, woran er sich auch hielt. Helmuth von Moltke hatte sich entschieden, das preußische Heer in drei getrennten Armeen marschieren zu lassen. Zunächst eröffneten die Elbarmee unter Leitung von Eberhard Herwarth von Bittenfeld und die 1. Armee unter Leitung von Prinz Friedrich Karl Nikolaus von Preußen die Kampfhandlungen gegen die österreichische Armee, die nördlich der Festung Königgrätz Stellung bezogen hatte. Die preußischen Angriffe konnten trotz hoher Verluste zunächst keine nennenswerten Erfolge erzielen, sodass die schlachtentscheidende Rolle der 2. Armee unter Leitung des preußischen Kronprinzen Friedrich Wilhelm zufiel, die sich in Gewaltmärschen dem Schlachtfeld näherte. Der Kronprinz entschied sich für einen Flankenangriff auf die kaiserlichen Streitmächte, um die beiden anderen preußischen Armeen zu entlasten. Dabei gelang es ihm, die Höhe von Chlum zu besetzen, von der aus seine Artillerie ein verheerendes Flankenfeuer gegen die österreichische Armee eröffnen konnte.
Die letzte Schlacht fand schließlich im Mainfeldzug am 26. Juli 1866 bei Uettingen statt, in der Preußen über die Bayerische Armee siegte; das letzte Gefecht drei Tage später bei Seybothenreuth mit dem gleichen Ausgang. Eine Woche zuvor hatten die Waffenstillstandsverhandlungen das laufende Gefecht bei Blumenau und damit die unmittelbar drohende Besetzung Pressburgs durch preußische Truppen beendet. Am 31. Juli hielten die Preußen eine Siegesparade auf dem Marchfeld nahe Wien ab.
Insgesamt kämpften auf Seiten des Deutschen Bundes ca. 600.000, für Preußen und seine deutschen Verbündeten rund 500.000 und für das Königreich Italien etwa 300.000 Soldaten. Durch die Allgemeine Wehrpflicht glich Preußen den Nachteil aus, dass das Land nur ungefähr die Hälfte der Einwohnerzahl des habsburgischen Vielvölkerstaates aufwies. 
Die Streitkräfte Preußens, Italiens und ihrer Alliierten hatten insgesamt etwa 37.000 Tote und Verwundete zu beklagen, deutlich weniger als ihre Kontrahenten.

## Ausgang und Folgen

Der Preußische Staat nach den Annexionen von 1866.
Orange: Altpreußen
Blau: Hannover
Gelb: Kurhessen
Grün: Nassau
Rosa: Schleswig-Holstein
Violett: Herzogtum Lauenburg, schon durch den Gasteiner Vertrag 1865 an Preußen gefallen

Um einer französischen oder russischen Intervention zuvorzukommen und einem künftigen Bündnis mit Österreich nicht die Grundlage zu entziehen, drängte Bismarck, den Sieg nicht voll auszunutzen, sondern einen schnellen Frieden zu schließen. Moltke und mehrere Offiziere des preußischen Generalstabs planten stattdessen nach Südosten weiterzumarschieren und Wien zu besetzen. Ähnliches plante auch König Wilhelm, der trotz seiner nur mühsam überwundenen ursprünglichen Gegnerschaft zu den Angriffsplänen Österreich harte Friedensbedingungen diktieren und in Wien als Sieger einziehen wollte. Mit erheblicher Mühe gelang es Bismarck, beide Seiten von seinem maßvollen Kurs zu überzeugen.
Der entscheidende Schritt zur Beendigung des Krieges gelang am 26. Juli 1866 im durch den französischen Kaiser Napoléon III. vermittelten Vorfrieden von Nikolsburg, nachdem Österreich in der Hauptsache (Austritt aus der gesamtdeutschen Politik) nachgegeben hatte, zumal seine militärische Lage aussichtslos war. Der Vorfrieden wurde später im Frieden von Prag mit Preußen bestätigt und zudem der Frieden von Wien mit Italien geschlossen. Im Sommer dieses Jahres erlaubte der damalige Pfarrer in Eisingen Anton von Scholz die Einrichtung des Hauptquartiers der Preußischen Mainarmee unter dem Befehl von General Edwin von Manteuffel im Pfarrhaus in Eisingen. Dort wurden die Waffenstillstandsverträge mit dem Königreich Bayern, dem Königreich Württemberg, dem Großherzogtum Baden, dem Großherzogtum Hessen (Hessen-Darmstadt) und dem Herzogtum Nassau unterzeichnet, die die Kämpfe in Süddeutschland beendeten.
Italien gewann Venetien auf indirektem Wege, da Österreich es während des Krieges formell an Frankreich zur anschließenden Weitergabe an den Gegner abgetreten hatte. Preußen annektierte zum 1. Oktober die souveränen Bundesglieder Hannover, Nassau, Hessen-Kassel und die Freie Stadt Frankfurt. Das Großherzogtum Hessen-Darmstadt musste das Hessische Hinterland und die ehemalige Landgrafschaft Hessen-Homburg an Preußen abtreten, Bayern das Bezirksamt Gersfeld in der Rhön, das Bezirksamt Orb und die Exklave Kaulsdorf in Thüringen. Dadurch erlangte Preußen die Landverbindung zwischen seinen westlichen und östlichen Provinzen. Außerdem ließ es sich im Prager Frieden von Österreich die vollständigen Rechte an Schleswig und Holstein übertragen.

Grenzen Europas nach dem Krieg (1867)

Außerdem setzte Preußen in den Friedensschlüssen die Anerkennung seiner Rechtsauffassung von der Auflösung des Deutschen Bundes durch. In den Augustverträgen schloss es ein Militärbündnis in Norddeutschland und bereitete die Gründung des Norddeutschen Bundes als Bundesstaat vor. Nach dem Beitritt der vier süddeutschen Staaten im Verlauf des Deutsch-Französischen Krieges wurde der Norddeutsche Bund am 1. Januar 1871 zum Deutschen Reich.
Unmittelbar nach 1866 blieben diese süddeutschen Staaten aber noch unabhängig: das Königreich Bayern, das Königreich Württemberg, das Großherzogtum Baden (auf Drängen Frankreichs anerkannt) und partiell das Großherzogtum Hessen, das dank russischer Fürsprache mit einigen kleinen Gebietsabtretungen davonkam. Dessen Provinz Oberhessen wurde wie das Königreich Sachsen in den Norddeutschen Bund integriert, aber nicht annektiert. Die Realisierung des im Frieden von Prag vorgesehenen Südbunds vom Main bis zum Bodensee scheiterte, da die südwestdeutschen Regierungen eine bayerische Dominanz ablehnten. Im Friedensvertrag nach der Niederlage verpflichtete sich Bayern, eine Kriegsentschädigung von 30 Millionen Gulden an Preußen zu zahlen. Das war ein vergleichsweise geringer Betrag, auch die Gebietsverluste blieben gering.
In Bayern machte man für die Niederlage vor allem die Minister und die militärische Führung verantwortlich, aber die bayerische Armee befand sich zu Kriegsbeginn in einem desolaten Zustand. Ausrüstung und Organisation waren seit Jahrzehnten vernachlässigt worden. Das lag auch am politischen Kurs seines Monarchen. Nach Auflösung des Deutschen Bundes waren die vier süddeutschen Staaten ohne militärischen Schutz. Sie schlossen im August 1866 mit Preußen Militärkonventionen ab, zeitgleich mit den entsprechenden Friedensverträgen. Man spricht von den Schutz- und Trutzbündnissen. Im Kriegsfall wurde der preußische König Oberbefehlshaber ihrer Armeen.
Die Verdrängung Österreichs aus der gesamtdeutschen Politik erwies sich im Nachhinein als beständig, auch wenn sich Kaiser Franz Joseph I. einstweilen nicht damit abfand. Zudem erzielte Bismarck aufgrund der Begeisterung einen großen innenpolitischen Erfolg, besonders da ihm bezüglich des Regierens ohne gesetzmäßigen Haushalt nachträglich vom preußischen Abgeordnetenhaus Straffreiheit zugebilligt wurde (Annahme der Indemnitätsvorlage). Der Streit über diese Frage spaltete die oppositionelle Deutsche Fortschrittspartei.
Die bis dahin guten Beziehungen zwischen Frankreich und Preußen verschlechterten sich durch den Sieg Preußens nachhaltig. Der französische Kaiser Napoléon III. hatte eigentlich geplant, für seine Vermittlung territoriale Belohnungen zu bekommen (linkes Rheinufer), wurde aber von der Geschwindigkeit des Kriegsablaufs überrascht und kam mit seinen Forderungen zu spät. In Frankreich entstand daraufhin der Ruf nach „Rache für Sadowa“ (ein Ort der Schlacht bei Königgrätz). Da die Außenpolitik Napoléons III. ähnlich wie die preußische auf territoriale Expansion ausgelegt war, bedeutete die Nichterfüllung dieser (für Frankreichs Einfluss in Deutschland eher kontraproduktiven) Ambitionen eine Enttäuschung, die letztlich zur Achse Paris–Wien führte. Der vormals sächsische Ministerpräsident Friedrich Ferdinand von Beust konnte sich als Außenminister und späterer Reichskanzler der neuen Doppelmonarchie Österreich-Ungarn mit seiner Allianzpolitik nicht gegen Bismarcks raffiniertes Kalkül durchsetzen.

### Übersicht über Friedensverträge und Annexionen
| Bundesstaat                   | Waffenruhe    | Waffenstillstand (W) Kapitulation (K)       | Friedensvertrag (F) Annexion (A)      | Bemerkungen |
| ----------------------------- | ------------- | ------------------------------------------- | ------------------------------------- | --- |
| Kaisertum Österreich          | 22. Juli 1866 | 26. Juli 1866 Vorfrieden von Nikolsburg (W) | 23. August 1866 Prager Frieden (F)    | Verzicht auf Rechte am Kondominium in Schleswig und Holstein; Anerkennung der preußischen Vorherrschaft in Norddeutschland; 20. Mio. Taler Kriegsentschädigung |
| Königreich Bayern             | 27. Juli 1866 | 28. Juli 1866 (W)                           | 22. August 1866 (F)                   | kleinere Gebietsverluste; 30 Mio. Gulden Kriegsentschädigung                                                                                                   |
| Königreich Hannover           |               | 29. Juni 1866 (K)                           | 20. September 1866 (A)                | Annexion durch preußisches Gesetz |
| Königreich Sachsen            |               |                                             | 21. Oktober 1866                      | Beitritt zum Norddeutschen Bund |
| Königreich Württemberg        |               | 1. August 1866 (W)                          | 13. August 1866                       | 8 Mio. Gulden Kriegsentschädigung |
| Kurfürstentum Hessen          |               |                                             | 20. September 1866 (A)                | Annexion durch preußisches Gesetz |
| Großherzogtum Baden           | 29. Juli 1866 | 3. August 1866 (W)                          | 17. August 1866                       | 6 Mio. Gulden Kriegsentschädigung |
| Großherzogtum Hessen          |               | 1. August 1866 (W)                          | Friedensvertrag vom 3. September 1866 | 3 Mio. Gulden Kriegsentschädigung; Gebietsverluste, Gebietsgewinne; mit der Provinz Oberhessen Beitritt zum Norddeutschen Bund                                 |
| Herzogtum Nassau              |               |                                             | 20. September 1866 (A)                | Annexion durch preußisches Gesetz |
| Fürstentum Reuß älterer Linie |               |                                             | 26. September 1866                    | Beitritt zum Norddeutschen Bund |
| Herzogtum Sachsen-Meiningen   |               |                                             | 8. Oktober 1866                       | Beitritt zum Norddeutschen Bund |
| Fürstentum Schaumburg-Lippe   |               |                                             | 18. August 1866                       | Beitritt zum Norddeutschen Bund |
| Freie Stadt Frankfurt         |               |                                             | 20. September 1866 (A)                | Annexion durch preußisches Gesetz |

### Faktoren des preußischen Erfolgs
Der preußische Sieg war auf verschiedene Faktoren zurückzuführen. Genannt wird etwa die einheitliche Kommandostruktur der preußischen Armee mit ihrem Generalstab unter Moltke. Dieser strebte im Sinne eines „absoluten Krieges“, wie ihn der Militärtheoretiker Carl von Clausewitz (1780–1831) skizziert hatte, eine Vernichtung der feindlichen Truppen an. Zu diesem Zweck setzte er zur Dislozierung seiner Truppen mit großem Geschick die Eisenbahn ein, wie es kurz zuvor erstmals im amerikanischen Bürgerkrieg beobachtet worden war. Der österreichische Oberkommandierende Benedek dagegen sah sich außerstande, die Truppen, die nach dem Sieg bei Custozza an der italienischen Front nicht mehr benötigt wurden, nach Böhmen zu verlegen: Das österreichische Schienennetz war mit dieser Aufgabe überfordert.
Auch das taktische Geschick bzw. Feuerdisziplin und Manövererfahrung der preußischen Soldaten sowie ihr höherer Bildungsstand spielten eine Rolle – in Preußen war die allgemeine Schulpflicht bereits 1717 eingeführt worden. Von erheblicher Bedeutung war nicht zuletzt das Zündnadelgewehr, das es den Preußen erlaubte, dreimal so schnell zu schießen wie mit einem herkömmlichen Karabiner. Damit konnten auch numerisch unterlegene Infanterieverbände eine bis dahin unerreichte Feuerkraft entfalten. Alle Staaten, die nicht bereits Zündnadelgewehre hatten, änderten entweder die vorhandenen Vorderlader in Zündnadelgewehre um (z. B. Württemberg) oder nahmen andere Systeme zur Hinterladung an (wie Bayern, das das Gewehr M/1858 zum Podewils-Gewehr Infanteriegewehr M/1858/67 umänderte). Auch große Staaten wie England, das noch 1866 die Umänderung der Enfield Rifled Musket zur Snider-Enfield Rifle annahm oder Frankreich, das sowohl die Umänderung a la tabatière („nach Art der Tabakdose“) als auch das Chassepotgewehr zur Ordonnanz annahm, wurden von dieser Welle erfasst. Schon am 3. August 1866 wurde gemeldet, dass Österreich die Umänderung in das Hinterladungssystem nach Lindner annehme.

### Bilder

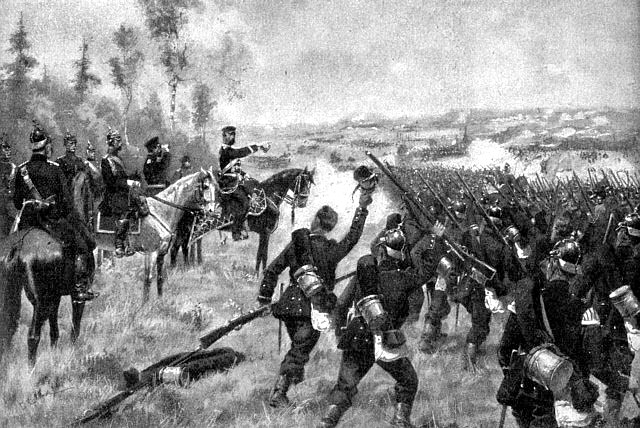
Schlacht bei Königgrätz: Prinz Friedrich Karl Nikolaus von Preußen befehligt preußische Truppen
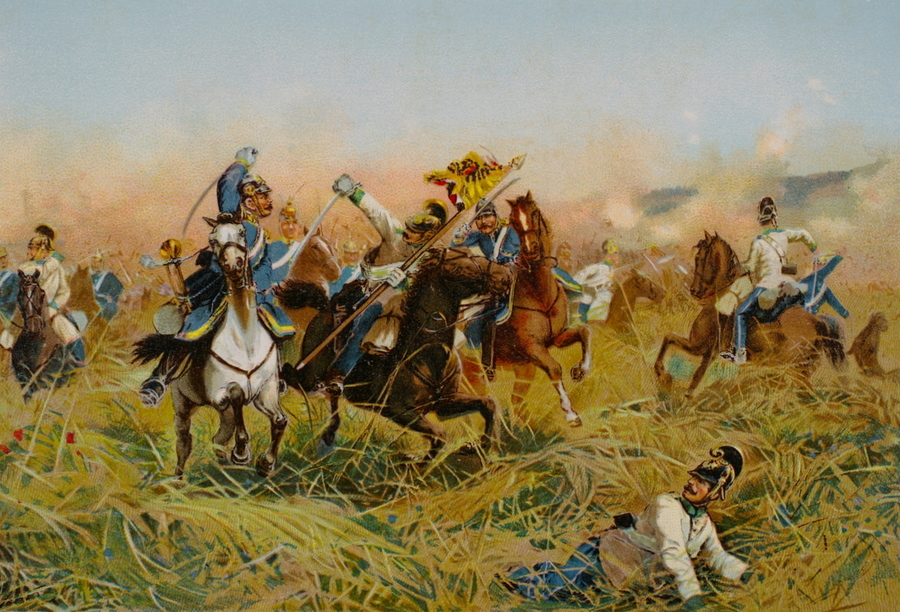
Schlacht bei Nachod: Das 8. Dragoner-Regiment „König Friedrich III.“ bei Náchod am 27. Juni 1866
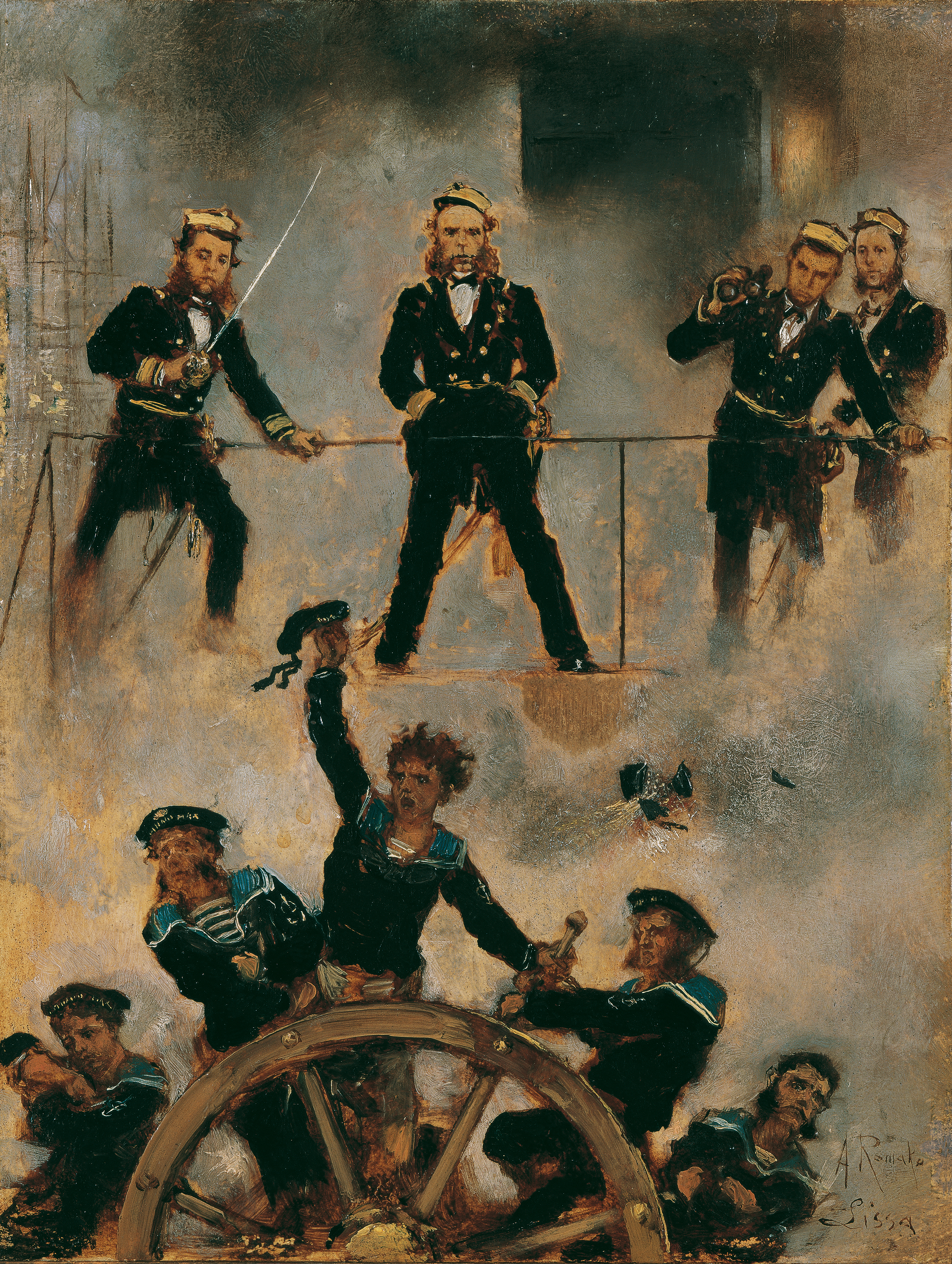
Anton Romako: Admiral Tegetthoff in der Seeschlacht von Lissa (gemalt 1878–1880, Öl auf Holz)
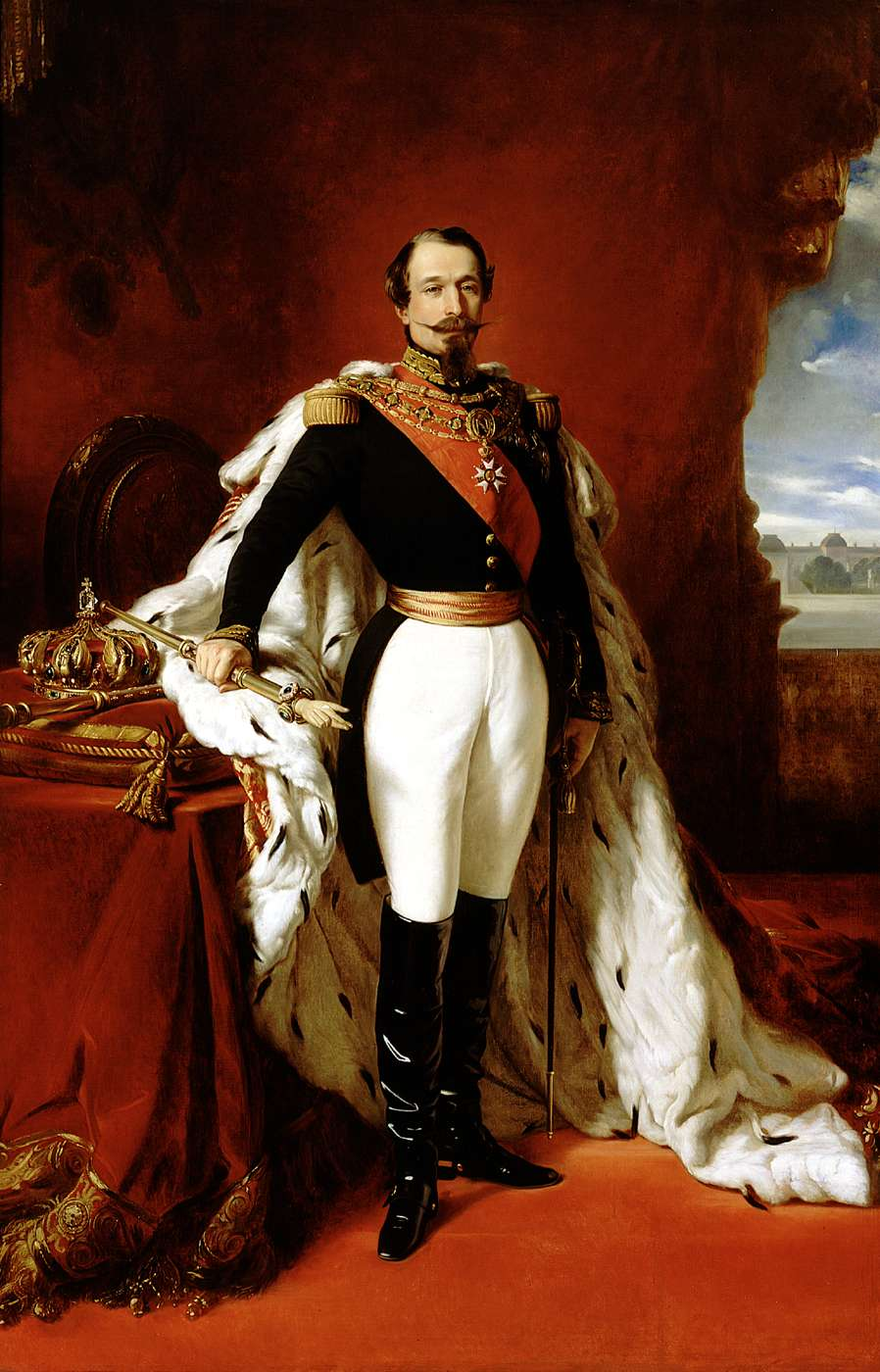
Napoléon III., Gemälde von Franz Xaver Winterhalter, 1852
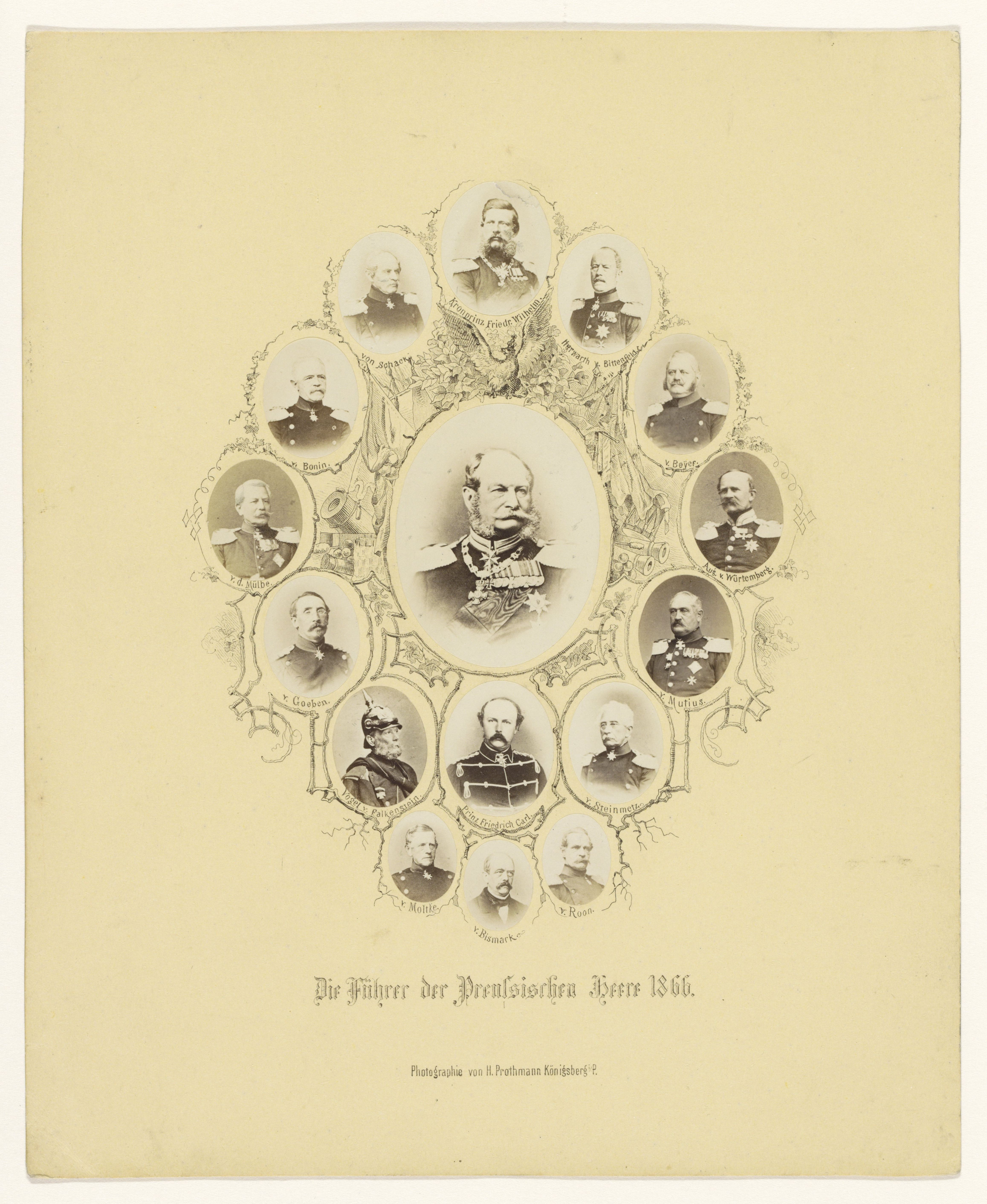
Führer der Preußischen Heere, 1866
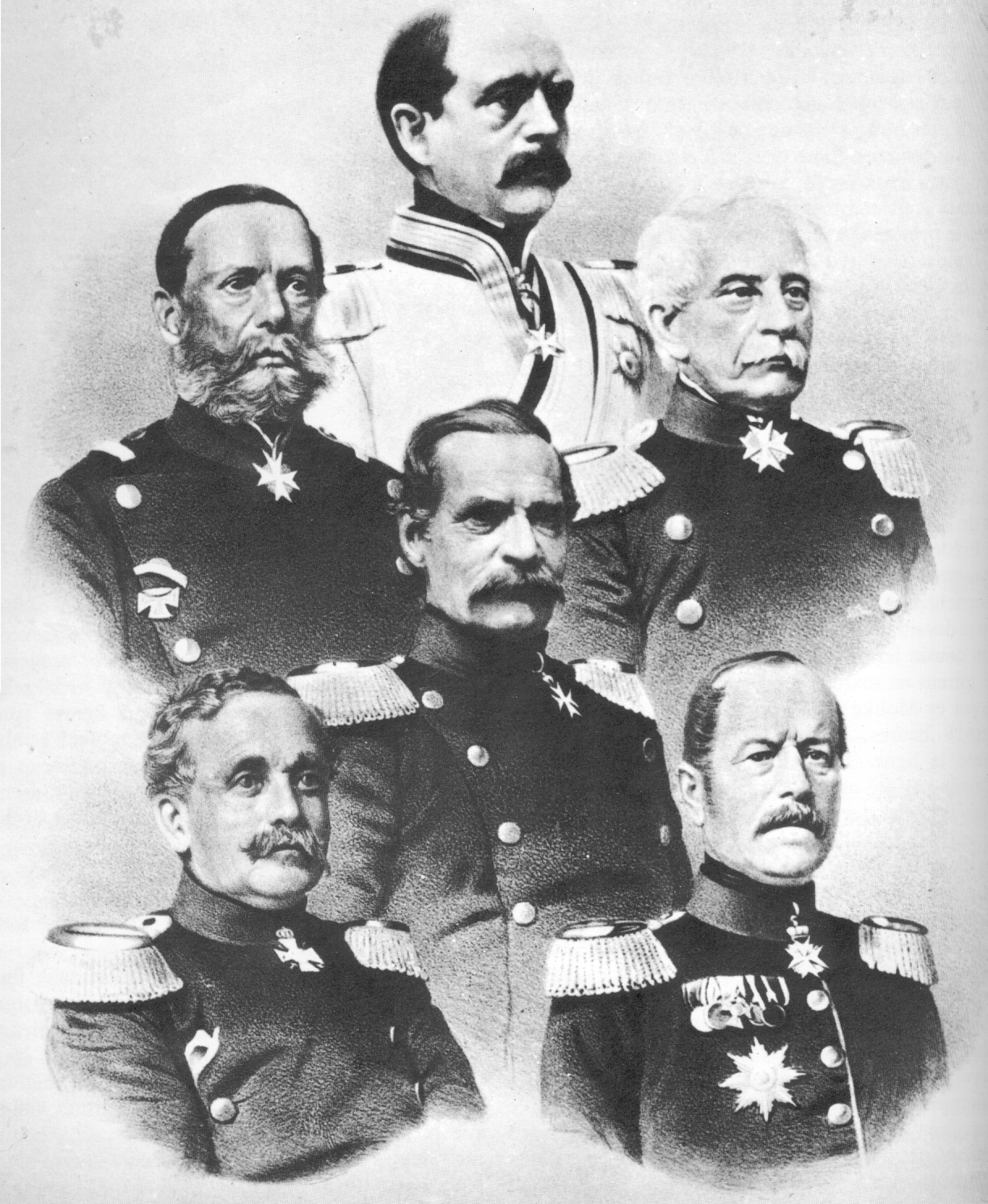
von Bismarck, von Falkenstein, von Steinmetz, von Roon, von Fliess, von Bittenfeld
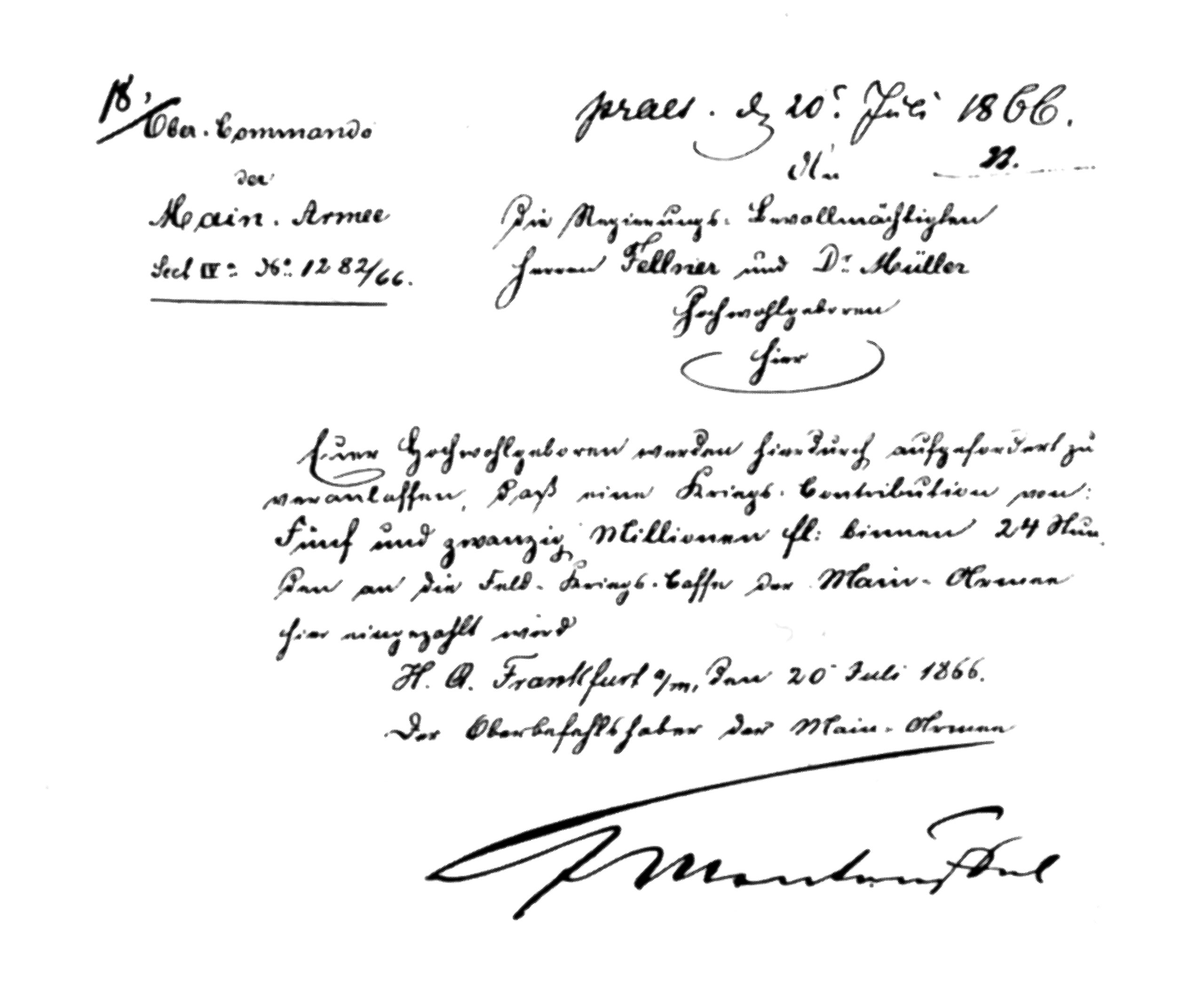
Frankfurt am Main muss innerhalb von 24 Stunden 25 Millionen Gulden Kriegskontribution an Preußen zahlen. Urkunde vom 20. Juli 1866 mit der Unterschrift des preußischen Generals Edwin von Manteuffel
König Georg V. von Hannover musste nach der Annexion seines Königreiches durch Preußen ins Exil. Hannover blieb 80 Jahre preußische Provinz.
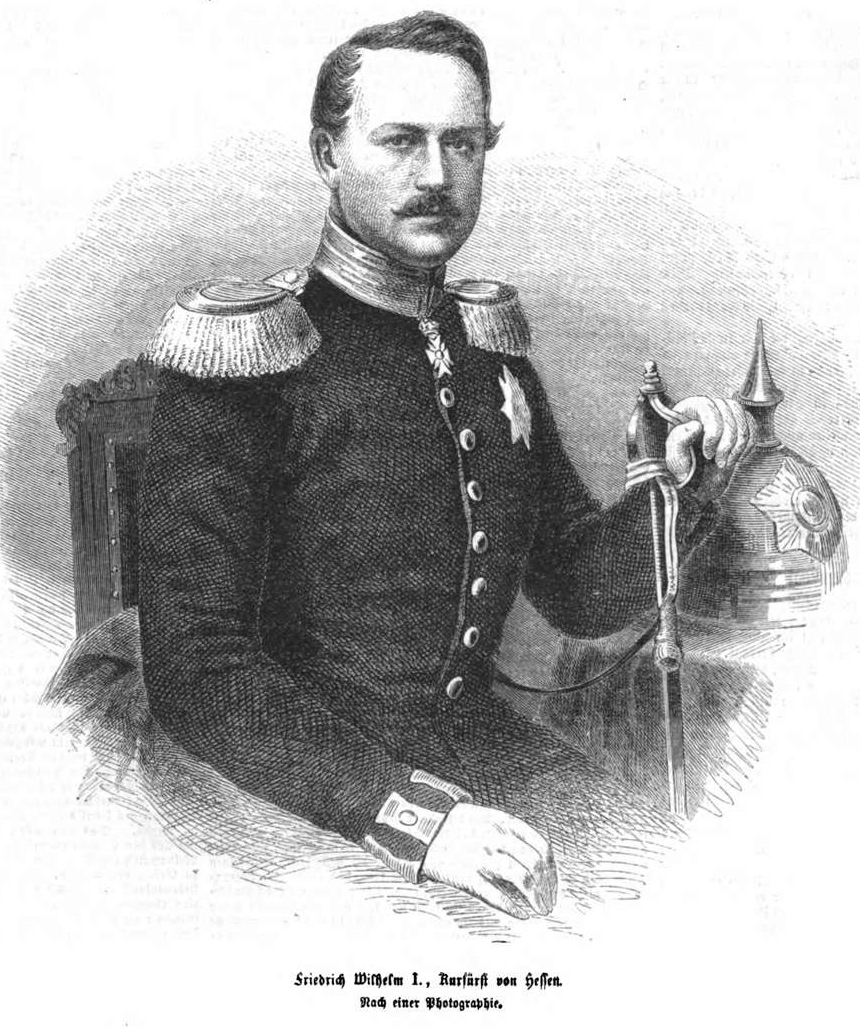
Kurfürst Friedrich Wilhelm I. von Hessen-Kassel war bis zur Annexion der letzte Regent des nördlichen Hessen als selbständigem Staat.
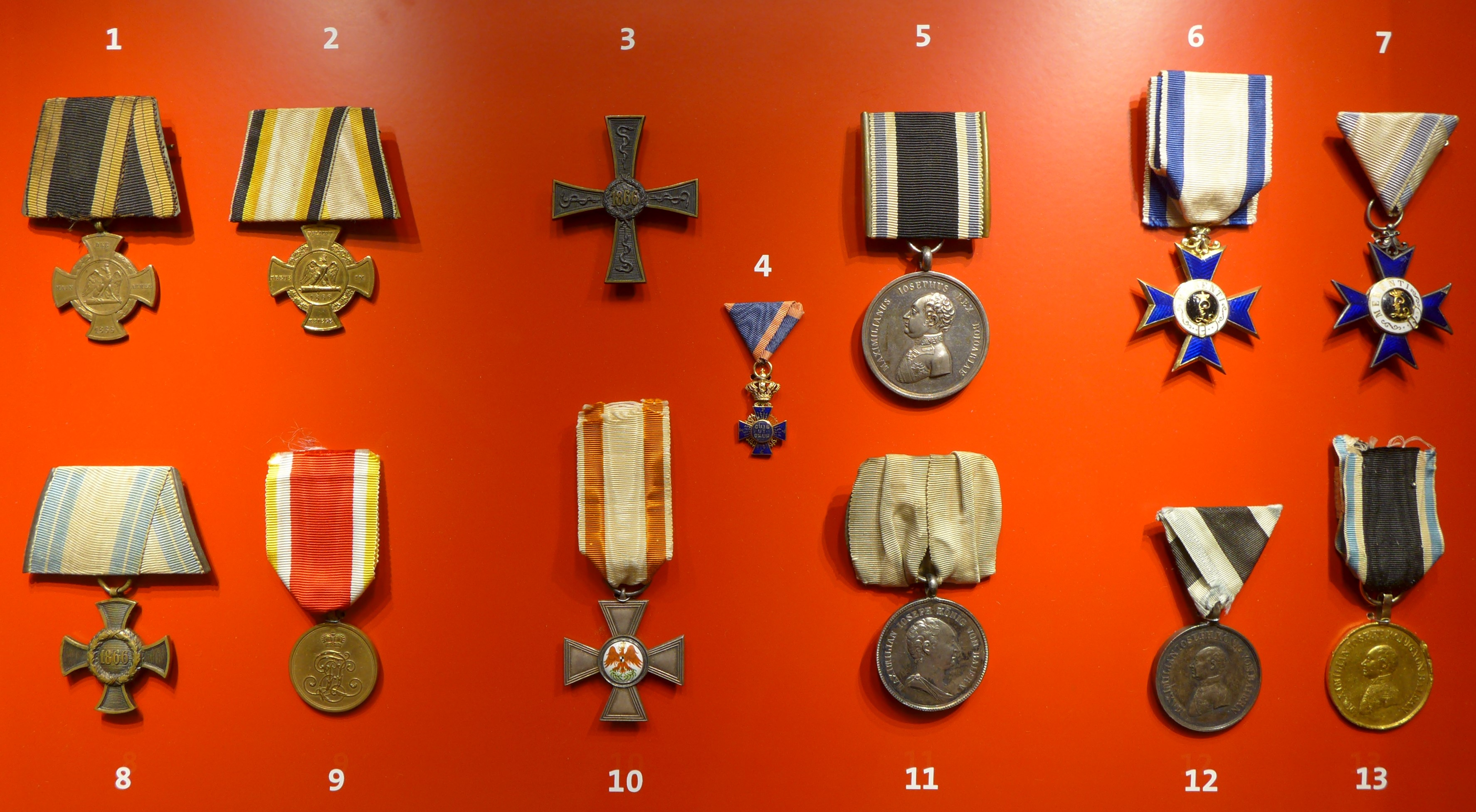
Orden und Ehrenzeichen des Krieges von 1866

## Denkmäler

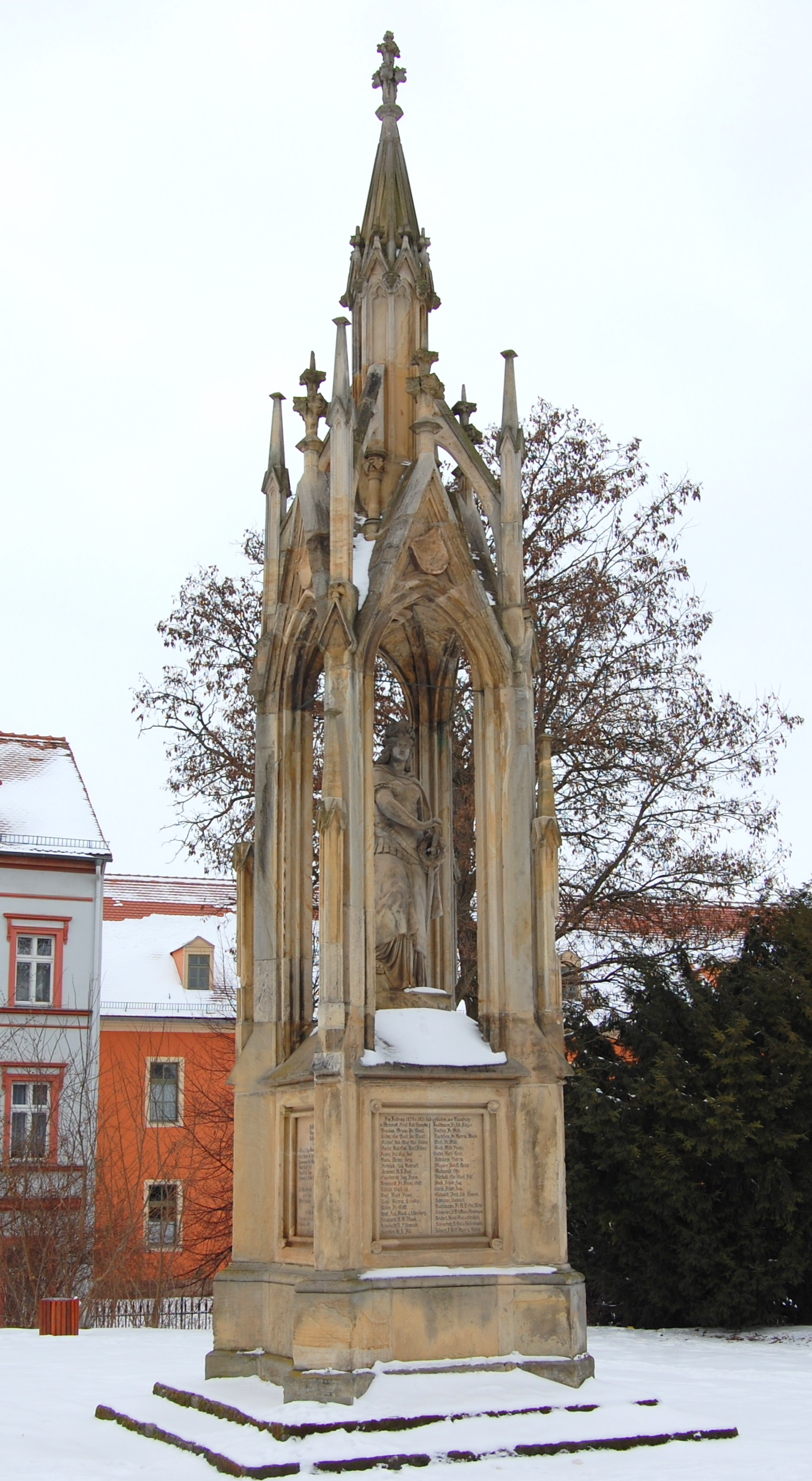
Kriegerdenkmal Naumburg
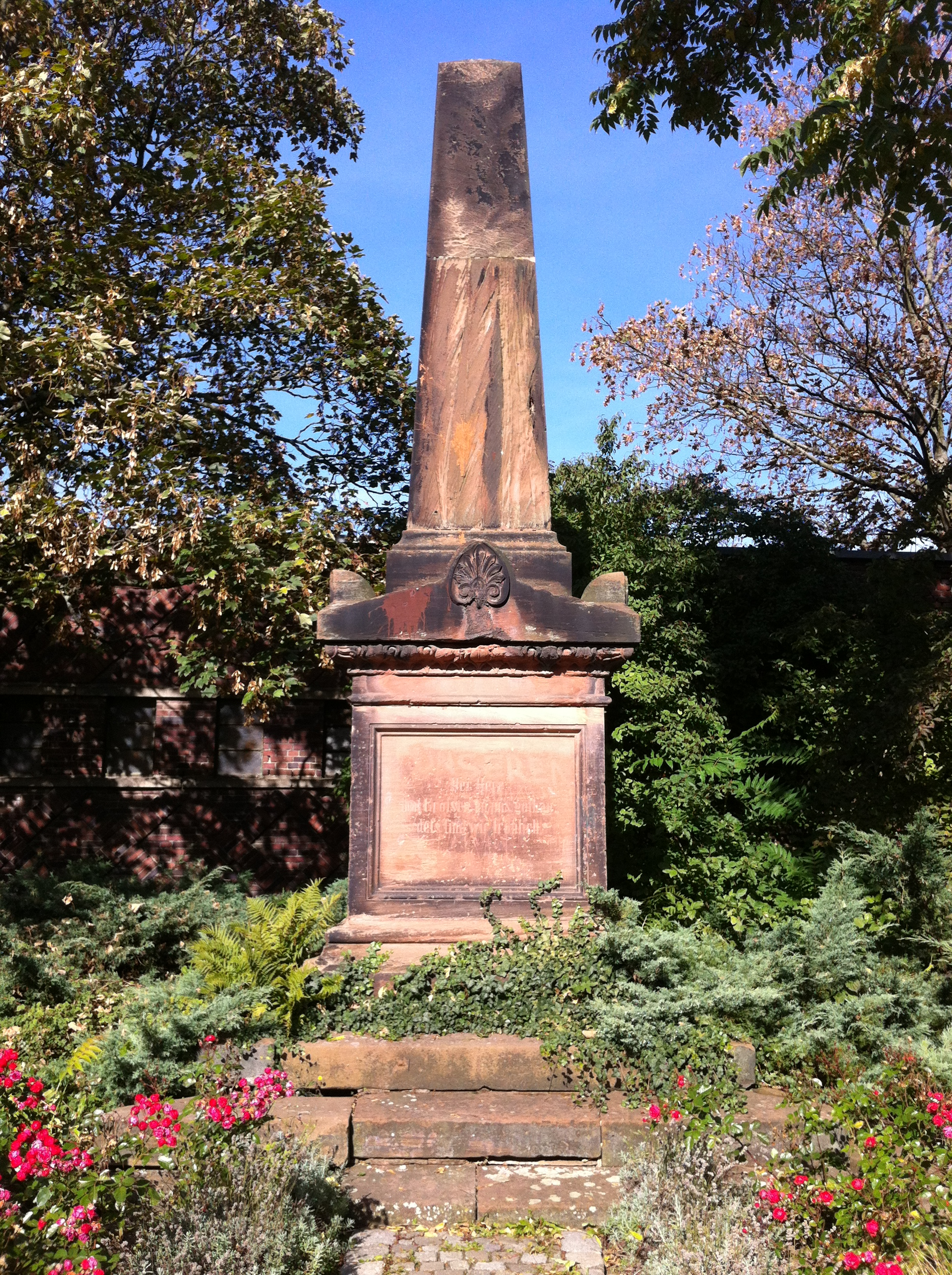
Kriegerdenkmal in Trotha Halle (Saale)
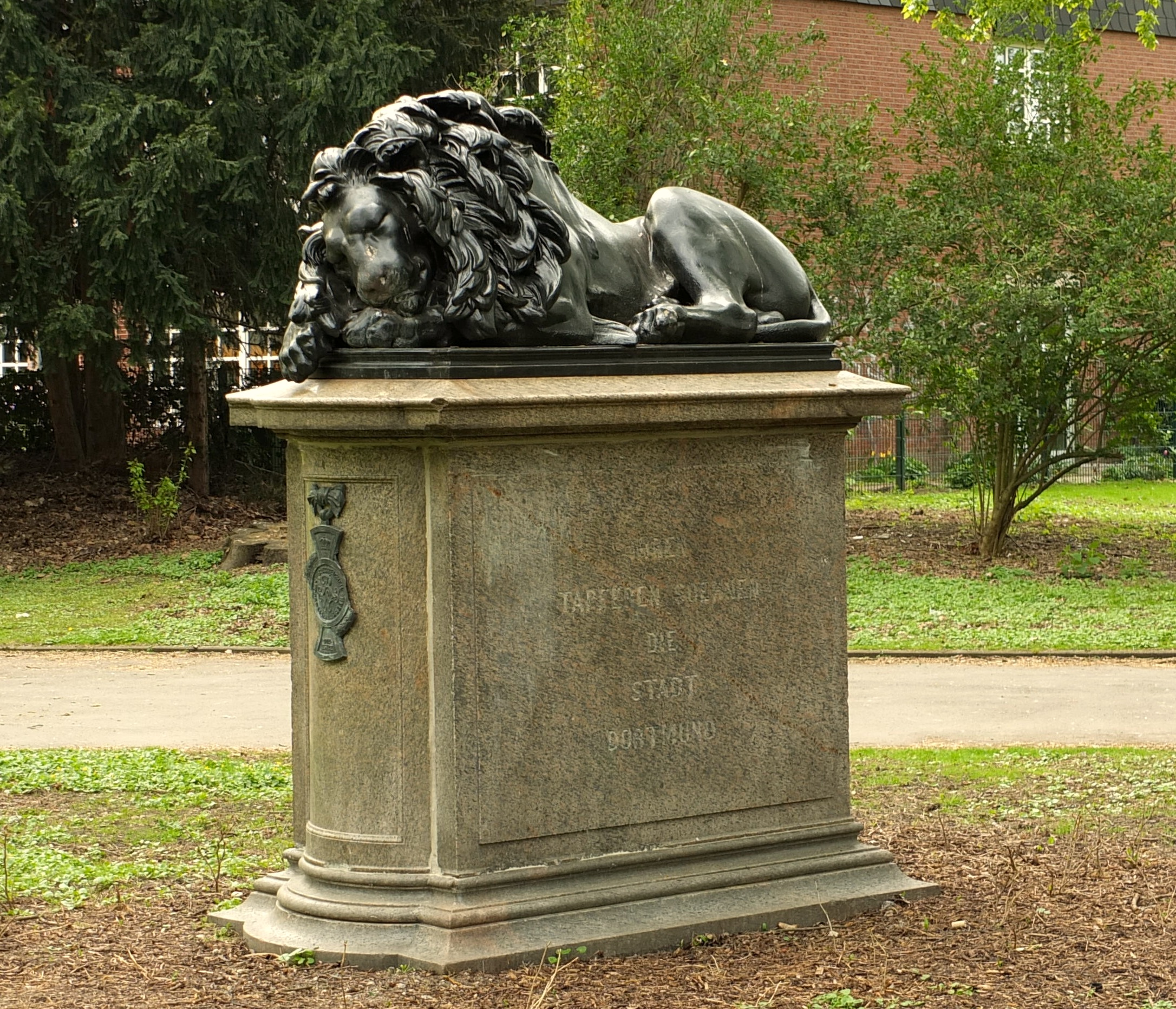
Löwendenkmal (Dortmund)
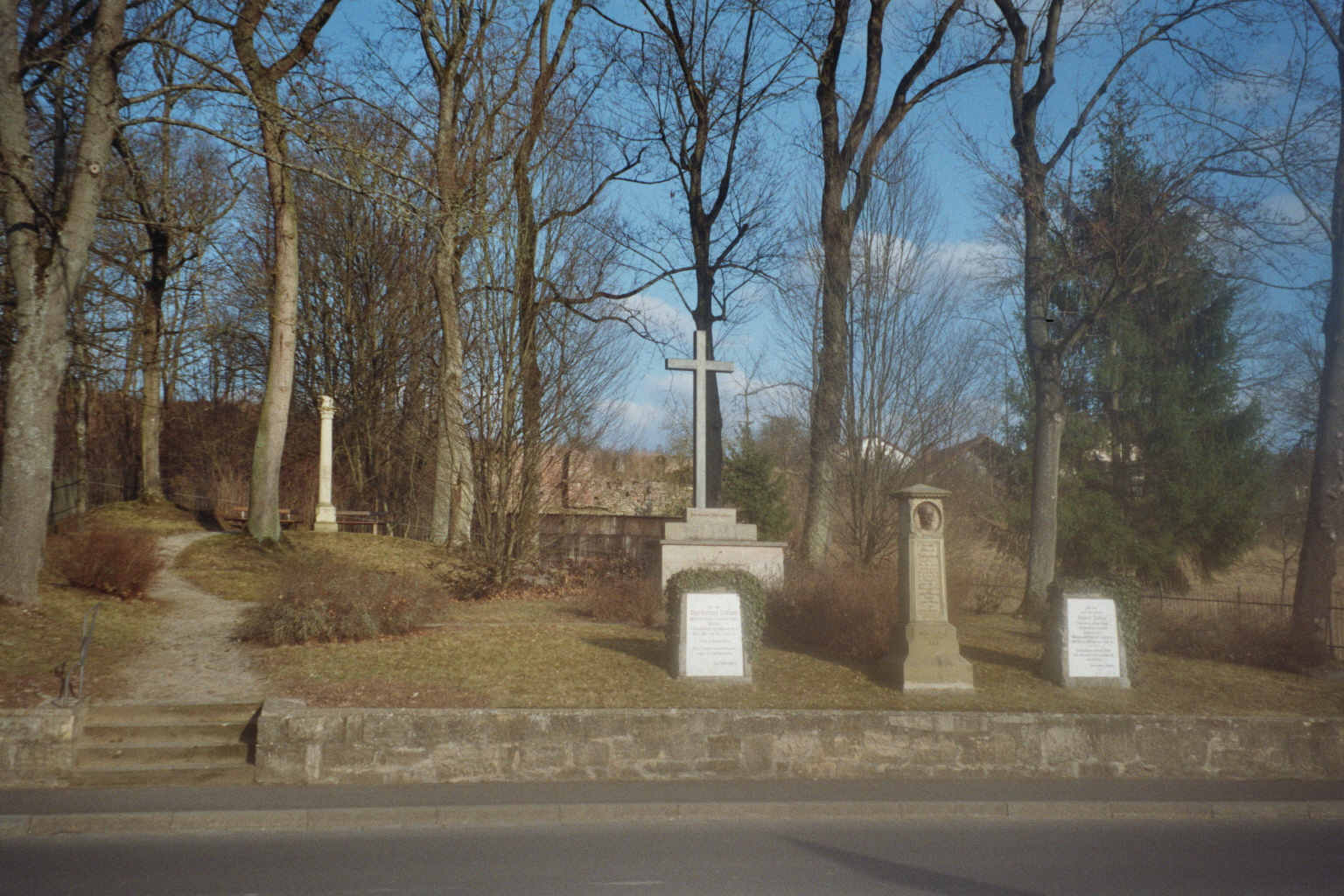
Gefallenengedenkstätte für 1866 in Bad Kissingen
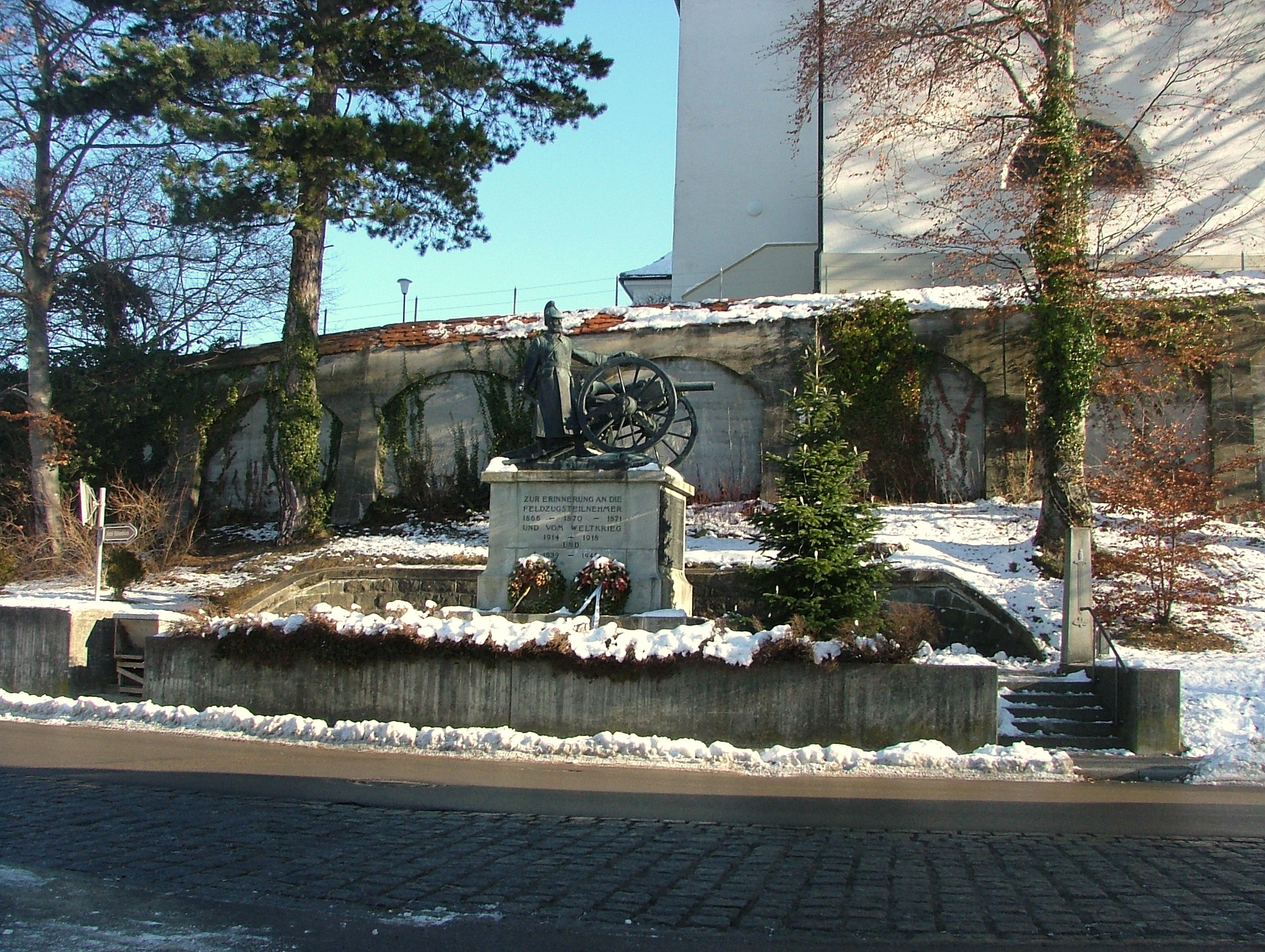
Kriegerdenkmal in Haldenwang im Allgäu
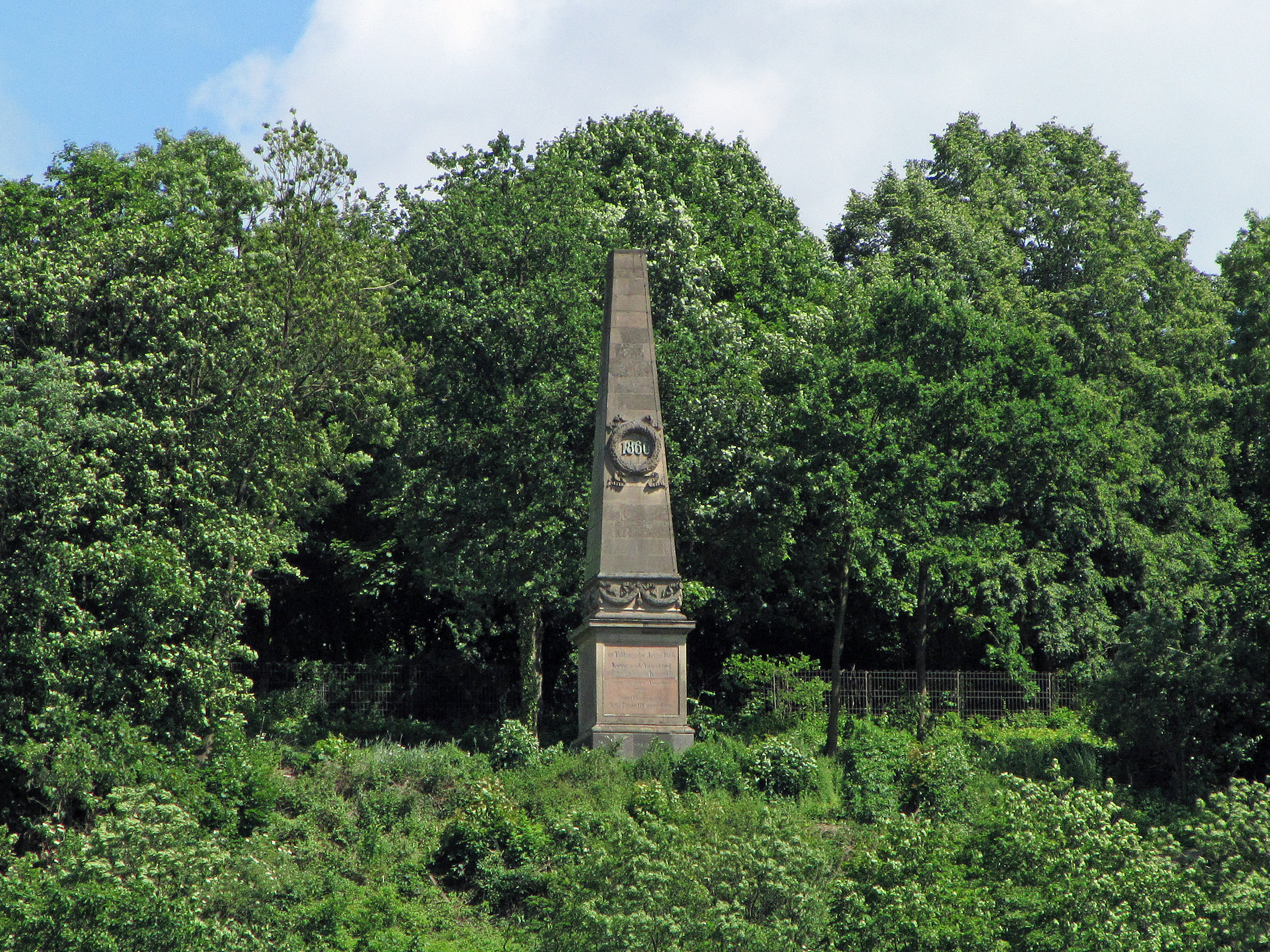
Das Denkmal für die Gefallenen des Feldzugs von 1866 in Koblenz
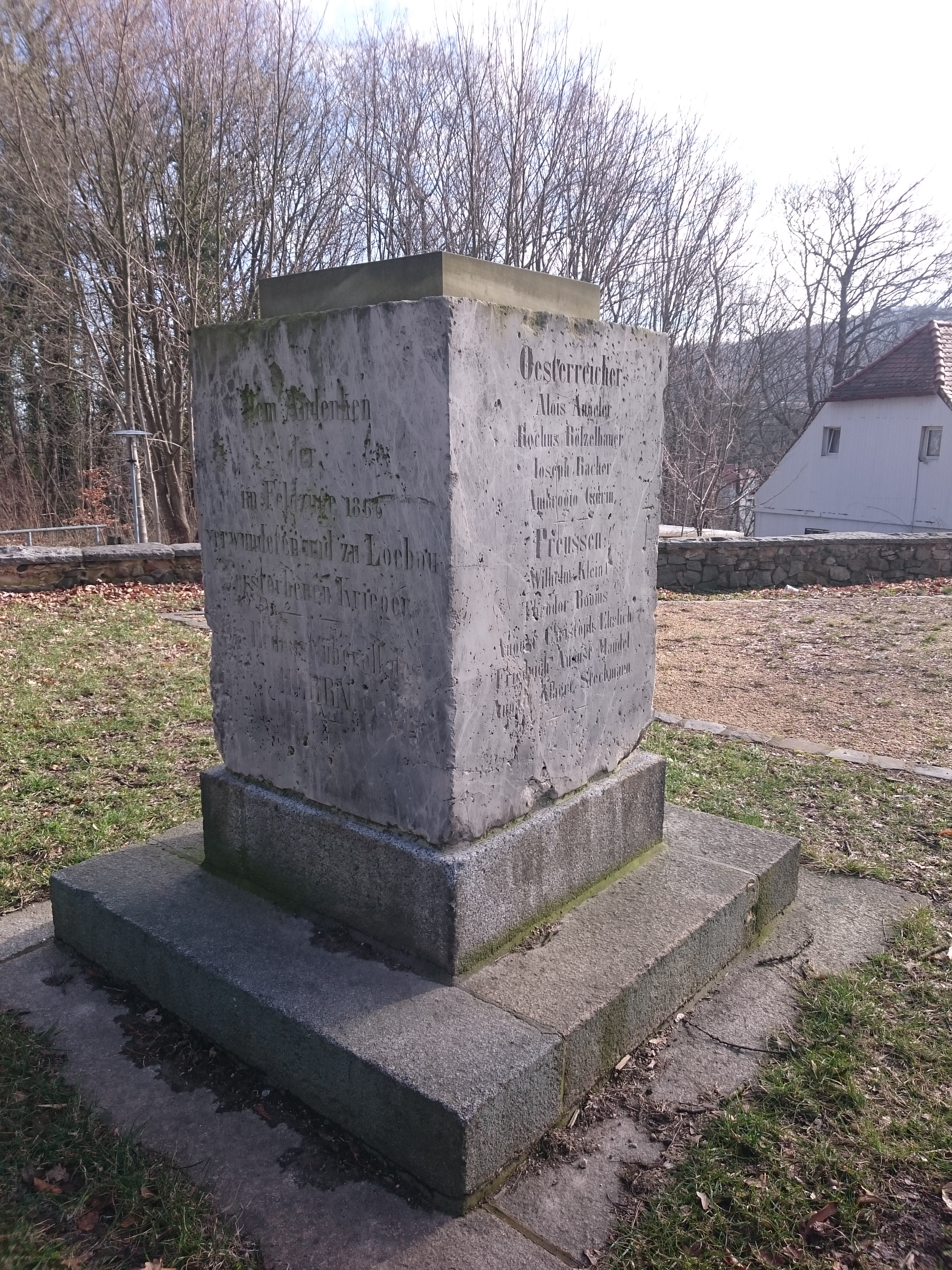
Denkmal für die im Lazarett zu Löbau verstorbenen Soldaten.
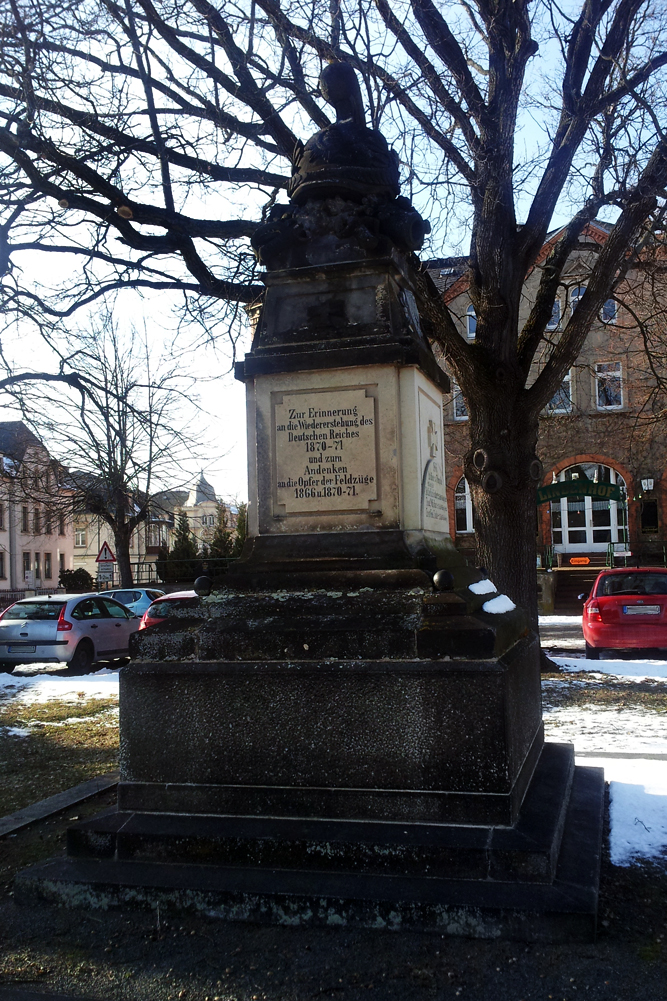
Kriegerdenkmal Radeberg (1879) für die Opfer des Deutschen Krieges 1866
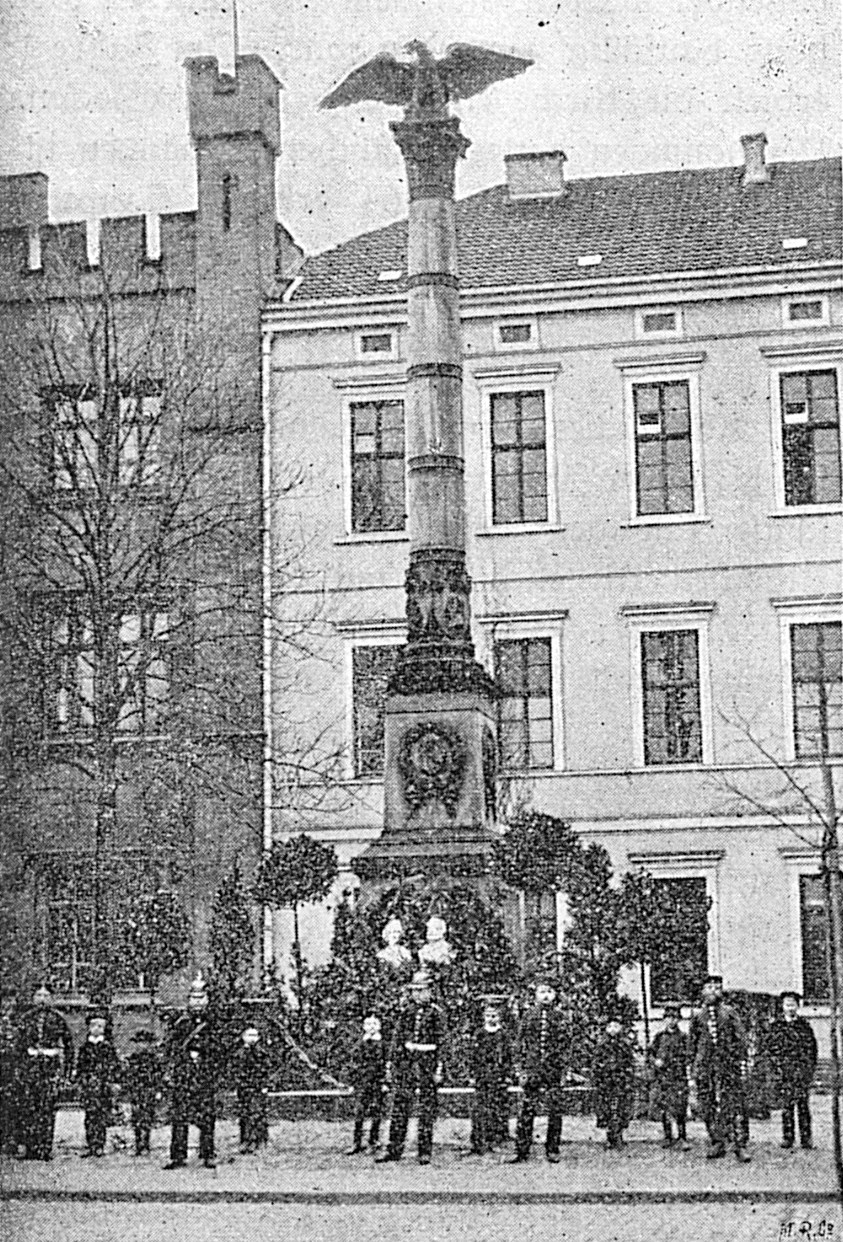
Denkmal für die Gefallenen des Dänischen und Deutschen Krieges in Minden
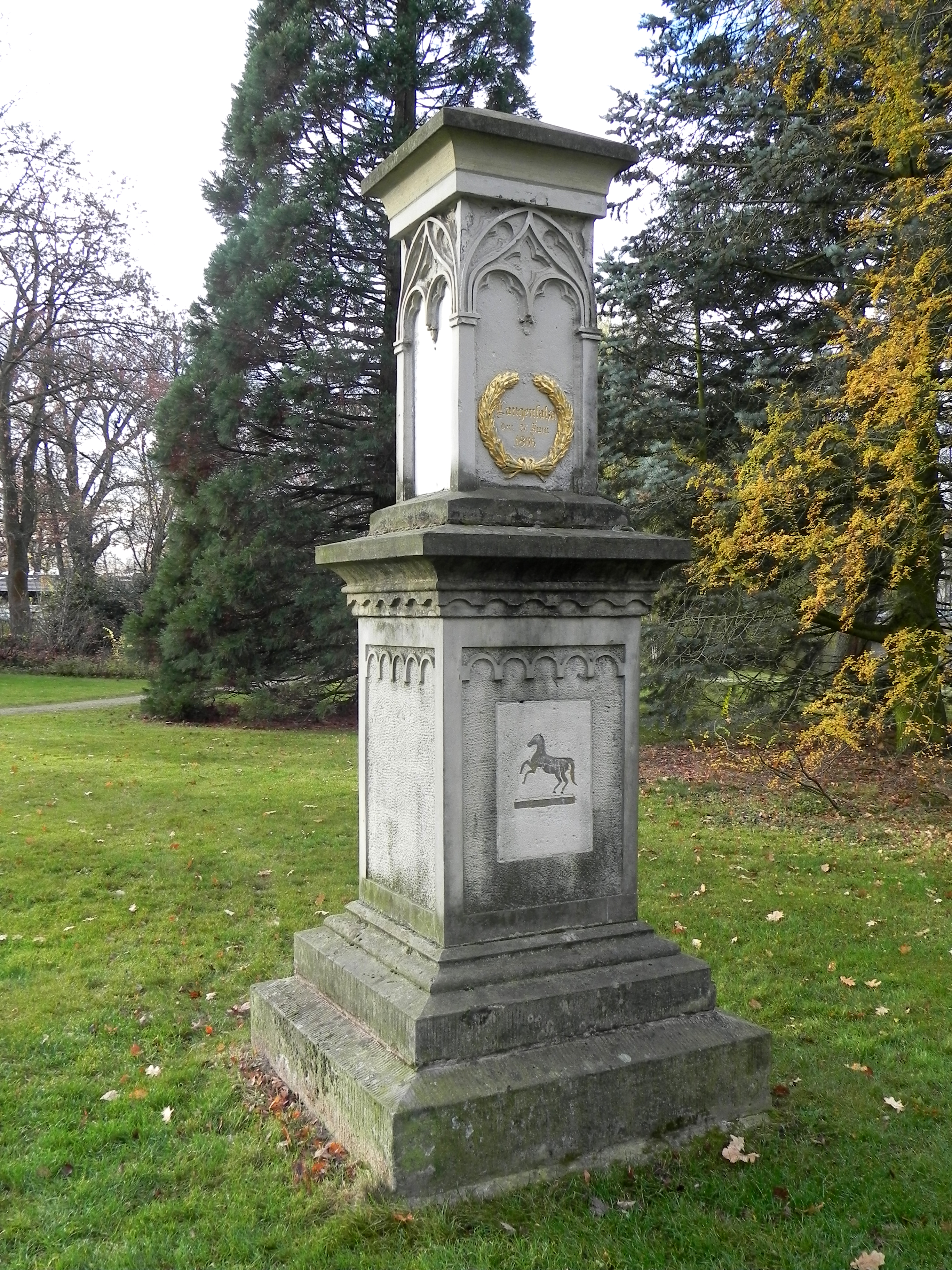
Denkmal zur Schlacht bei Langensalza im Französischen Garten in Celle
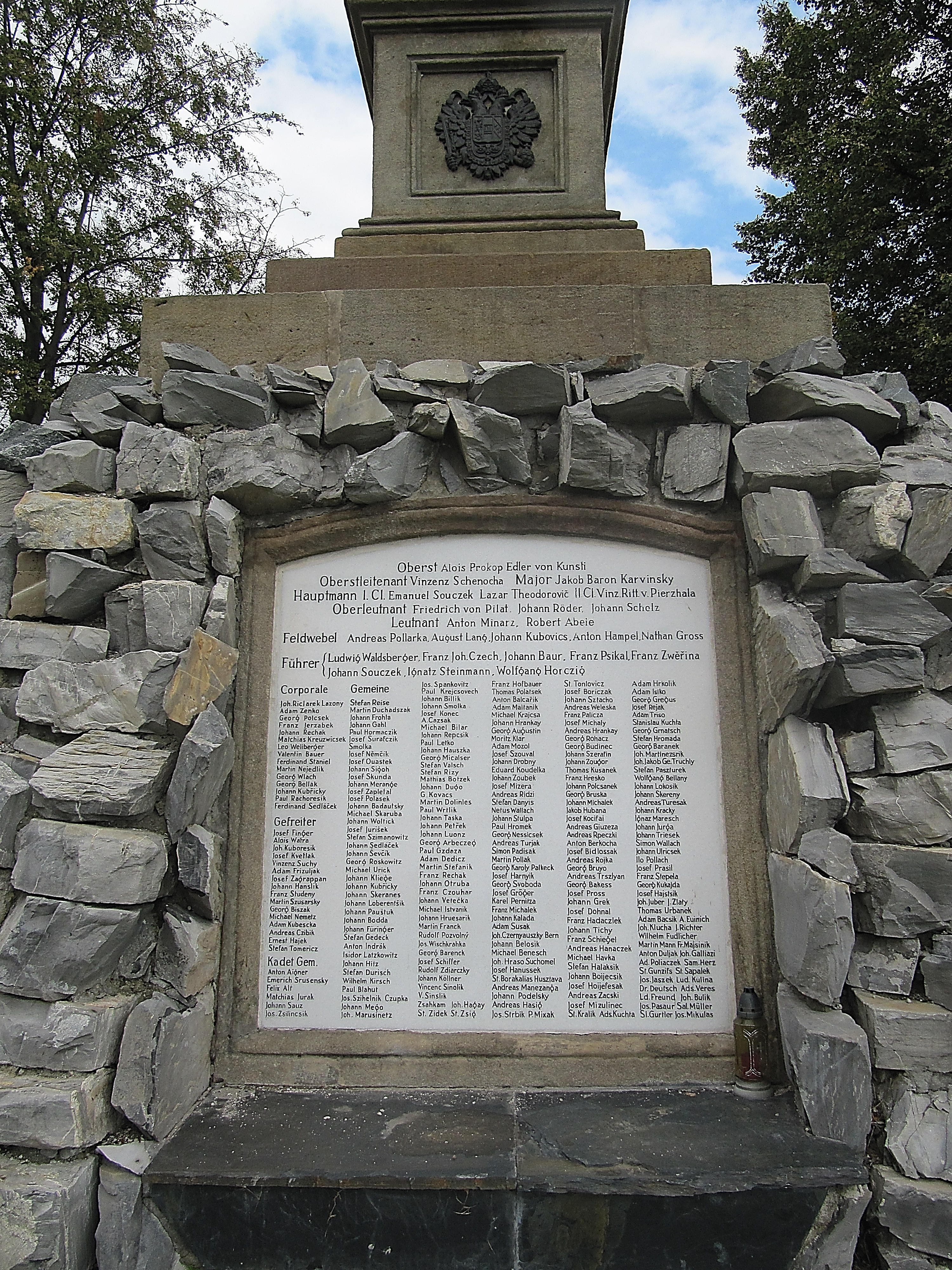
Denkmal der Schlacht bei Tovačov, Tschechien